# Per Wilner
Per Wilner, född den 17 mars 1874 i Bosarps församling, Malmöhus län, död den 1 mars 1946 i Malmö, var en svensk biblioteksman.
Wilner avlade filosofie kandidatexamen vid Lunds universitet 1895 och filosofie licentiatexamen 1907. Han promoverades till filosofie hedersdoktor 1927. Wilner blev extra ordinarie amanuens vid Lunds universitetsbibliotek 1898, ordinarie amanuens 1907, andre bibliotekarie 1910 och förste bibliotekarie 1918. Han var bibliotekarie vid humanistiska sektionens seminariebibliotek 1908–1932 och överbibliotekarie vid universitetsbiblioteket 1932–1939. Wilner utgav Lunds universitets matrikel 1913 och 1924–1925 (tillsammans med Anders Malm) samt Album academiae Carolinae 1667–1732 (1926–1932). Han redigerade biografiska och bibliografiska uppgifter i universitetspublikationer. Wilner invaldes som ledamot av Humanistiska Vetenskapssamfundet i Lund 1935. Han blev riddare av Nordstjärneorden 1928.